# كيس مرن

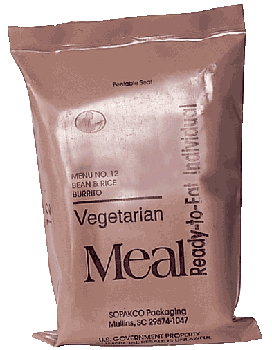
وجبات الجيش الجاهزة للأكل: الفول، الأرز البريتو.

الكيس المرن أو الحقيبة المرنة هو كيس أو حقيبة قابلة لإعادة التشكل. ويعتبر إحدى طرق تغليف الطعام، يتم صناعته من طبقات ورقائق من البلاستيك المرن والرقائق المعدنية. تلك الحقائب توفر تعبئة معقمة لأنواع كثيرة من الطعام والشراب الذي جُهزّ مسبقًا بطرق معقمة، كما أنها تُستخدم كبديل لطريقة التعبئة الصناعية التقليدية وهي العُلب الصفيح. تلك الطريقة يمكنها أن تُستخدم بدءً من تعبئة الماء وصولًا إلى تعبئة الطعام المطهّو.  
الوجبات المعالَجَة حراريًا المحتوية على سعرات حرارية عالية(1300 كيلوكالوري في المتوسط) كالوجبات الجاهزة للأكل والتي من الممكن أن تؤكَل باردة، يتم تسخينها أو تدفئتها عن طريق نقعها في ماء ساخن أو باستخدام موقد عديم اللهب، وقد قُدمت مكونات تلك الوجبات بواسطة الجيش عام 1992، وتُستخدم تلك الحقائب المرنة في الوجبات الميدانية أو الفضاء أو التخييم كما تتوفر لدى بعض العلامات التجارية مثل كابري صن وتيستي بايت، وتتوفر بعض الأنواع من تلك الحقائب مدعمة من الأسفل  مما يجعلها قادرة على الوقوف.

## المنشأ[2]
تم اختراع تلك الحقائب من قِبل الجيش الأمريكي «ناتيك» للبحث والتطوير، وشركة رينولدز المعادن وكونتيننتال للتغليف المرن، والتي حصلت على جائزة الإنجاز الصناعي وتكنولوجيا الغذاء لإيفادها ذلك الاختراع في عام 1978 بالاشتراك مع منظمة الصحة العالمية.  تستخدم هذه الحقائب على نطاق واسع من الولايات المتحدة العسكرية في المجال الميدانيّ أو ما يسمي بالوجبات الجاهزة للأكل.

## التكوين
تتشكل تلك الحقائب من رقائق بلاستيكية- معدينة مرنة والتي تجعلها قادرة على تحمل المعالجة حرارية المستخدمة في التعقيم. يُعد الطعام كخطوة أولى سواءًا كان خامًا أو مطهوّ ثم يوضع في تلك الحقائب، ثم يتم تسخين الحقيبة إلى 240 :250 درجة فهرنهايت (و116-121 درجة مئوية) لمدة عدة دقائق تحت ضغط عال داخل جهاز التعقيم(الأوتوكلاف)؛ يتم طبخ الطعام الذي في الداخل بطريقة مماثلة لطرق الطبخ عن طريق الضغط، تلك الطريقة تؤدي إلى قتل معظم الميكروبات الشائعة خصوصًا باكتيريا (كلوستريديوم البوتولينوم) وتحفظ الأطعمة من الفساد. عملية التعبئة والتغليف تشبه إلى حد كبير التعليب، إلا أن الحقيبة نفسها أكثر مرونة. الرقائق المستخدمة وطريقة تركيبها صُنعت بحيث لا تسمح بمرور الغازات من الخارج إلى داخل الحقيبة. يتفاوت تركيب الحقيبة تبعًا لغرض الاستعمال فمثلًا المنتجات السائلة تحتاج إلى خصائص أغلفة مختلف عن الذي يحتاجه المنتج الجاف، ومثلها يحتاج المنتج الحامضي إلى مقاومة كيميائية معينة مختلفة عن التي يحتاجها المنتج القاعدي.
تختلف أنواع طبقات البلاستيك المستخدمة في صناعة تلك الحقائب منها:
•البولي استير: يوفر لمعان وطبقة صلبة، يمكن طباعتها من الداخل.
•النايلون: مقاوم للثقْب.
•الألومنيوم: يوفر حاجز رفيع جدًا للغازات ولكنه فعال.
•البولي برولين المصبوب للمأكولات: يستخدم كطبقى مانعة للتسرّب.
•البولي إيثيلين: يمكنه أن يُستخدم كبديل للبولي برولين كمادة مانعة للتسّرب.
ذلك الهكيل المتعدد الطبقات يمنع تلك الحقائب من أن يُعاد تدويرها مرة أخري أوإعادة استخدامها لتغليف الطعام؛ ومع ذلم فإن المواد المستخدمة في تلك الطبقات نفسها يُمكن أن يعاد تدويرها إلى رانتج-صمغ- ألومنيوم، أو تدويرها إلى مواد نسيجية. وزن تلك الحقائب أقل من العُلب أو الزجاجات، والطاقة المتطلّبة لإنتاج كل حقيبة أقل منها في حالة المعدن والورق والزجاج.
وفي السوق الاستهلاكية اكتسبت الحقائب المرنة شعبية كبيرة خارج الولايات المتحدة، ولاسيما في منطقة المحيط الهادئ. ومع ذلك من الواضح أن المستهلكين الأمريكيين أظهروا ترددًا فيما يتعلق بتكنولوجيا التغليف وكان الإقبال عليها قليلًا؛ ونتيجة لذلك حُزِمت العديد من الحقائب المعوجة/المرنة المباعة في الولايات المتحدة  معبأةً في كرتون لإعطاءهم مظهر أكثر أُلفةً للمستهلكين، تيستي بايت هي مثال علي منتج الحقيبة المعوجة المعبأ في الكرتون. وقد بدأ العديد من موزعي المواد الغذائية الأمريكية تصنيع الأطعمة في الحقائب المعوجة/ المرنة دون كرتون، ولا سيما شركات تعليب التونة  Bumble Bee FoodsوChicken of the Sea.
وفي عام 2012 بدأت شركة -حساء كامب بل- في تقديم الحساء المُجهّز للأكل في تلك الحقائب  للمستهلكين الأمريكين، وقد جاء إطلاق هذا المنتج مع حملة تسويقية تستهدف جيل الألفية، والذين أبدوا ترددًا في شراء منتجات أخرى من حساء كامب بل في الماضي.